# Remouillé
Remouillé est une commune de l'Ouest de la France, située dans le département de la Loire-Atlantique, en région Pays de la Loire.
Commune d'environ 1 850 habitants, Remouillé est située aux limites du vignoble sèvre-et-maine, pays du muscadet, à 25 km au sud-est de Nantes.
Cette localité avait sous l'Ancien Régime une position frontalière sur les marches Bretagne-Poitou où elle disposait du statut d'avantagère au Poitou, tout en dépendant de la Bretagne sur le plan spirituel (diocèse de Nantes). Son paysage est caractérisé par le coteau surplombant la rivière Maine où la partie historique du bourg s'est développée.
Les habitants de la commune s'appellent les Remouilléens et les Remouilléennes.

## Géographie

### Localisation
Remouillé est située dans la vallée de la Maine, aux limites du vignoble de Sèvre-et-Maine, pays du Muscadet, à 25 km au sud-est de Nantes et 10 km au nord de Montaigu.

Situation de la commune de Remouillé dans le département de la Loire-Atlantique.

### Communes limitrophes
Dans le département de la Loire-Atlantique (44) :
- Aigrefeuille-sur-Maine ;
- La Planche ;
- Saint-Hilaire-de-Clisson ;
- Saint-Lumine-de-Clisson ;
- Vieillevigne.

Dans le département de la Vendée (85) :
- Saint-Hilaire-de-Loulay.

### Écarts et lieux-dits
Liste exhaustive des hameaux :
- Ardrère (L')
- Basse Meilleraie (La), Bauche (La), Bel Air, Boulay (Le), Boulette (La), Bourmalière (La)
- Caffinière (La), Chalénie (La), Châtelier (Le), Chaumière (La), Chêne (Le), Cheverrière (La), Chez Gachet, Chez Génicot, Chez Jamouillon
- Dabinière (La)
- Écomard, Ermitage (L')
- Fételière (La), Fonderie (La), Forêt (La)
- Gagnerie (La), Garnerie (La), Grande Bauche, Grand Champ, Grande Métairie (La), Guillonnière (La)
- Hauture (La), Hucheloup
- Jarry (Le), Jubinerie (La)
- Loge (La)
- Maison Neuve (La), Ménantière (La), Morinière (La), Mortier (Le), Mortier Garnier (Le)
- Pédroillon (Le), Petite Meilleraie (La), Pénotière (La), Perche (La), Pierre Blanche (La), Pironnière (La), Pontreau (Le), Porterie (La), Prépasse (La), Pré de la Rivière (Le)
- Richebourg, Ronchère (La)
- Tinardière (La)

### Accès et transport

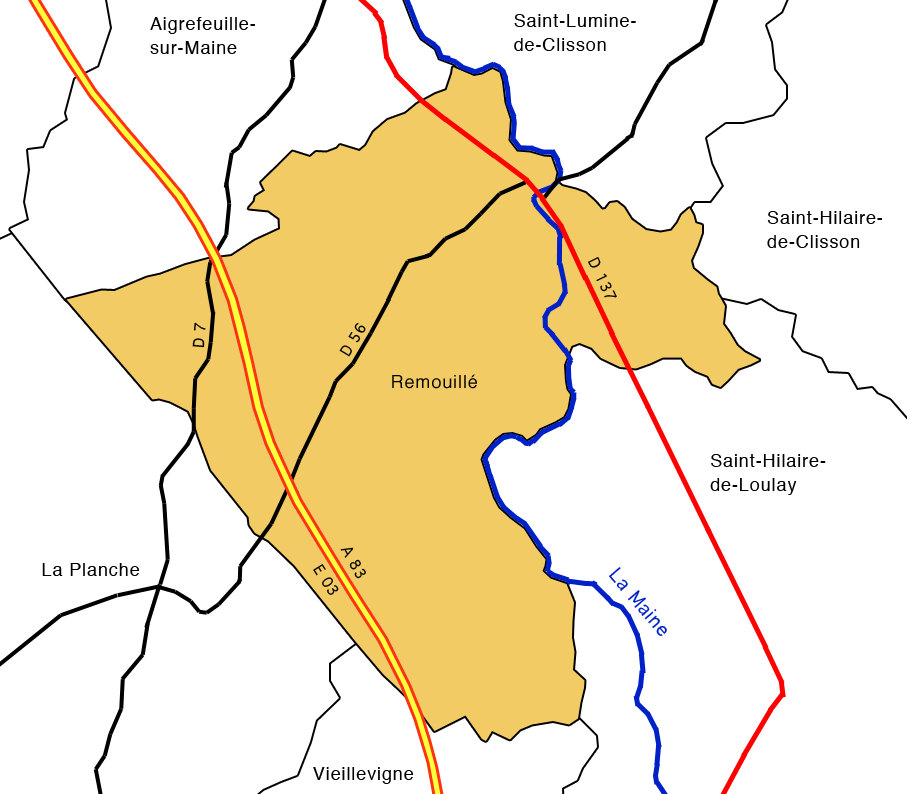
Réseau routier de Remouillé.

#### Transports d'autrefois
Le 22 novembre 1903, fut ouverte une ligne de chemin de fer allant des Sorinières à Vieillevigne (puis Rocheservière à partir de 1908). La Compagnie française de chemins de fer à voie étroite disposait d'une concession de 50 ans pour exploiter la ligne. En 1935, en raison de la concurrence de l'automobile et l'autobus, le service ferroviaire fut définitivement arrêté.

#### Aujourd'hui
La commune est traversée dans le sens nord-sud par la route départementale 137 entre Aigrefeuille-sur-Maine et Saint-Hilaire-de-Loulay. L'autoroute 83 (européenne 03) passe à l'ouest de la commune. Une aire de repos (dans chaque sens de circulation) se trouve dans la commune. La ligne de car 370 du réseau Aléop (réseau des Pays de la Loire) passe à Remouillé.

### Géologie et sismologie
La géologie du secteur peut se diviser en trois types :
- les formations superficielles, composées de limons de recouvrement de plateaux (à l'ouest du bourg) et de complexe alluvionnaire aux abords de la Maine ;
- le substratum, constitué des granites dit de Clisson-Mortagne. Il s'agit d'un batholite, porphyroïde à gros grain, plutôt rose clair, contenant muscovites et biotites (mica blanc et mica noir) ;
- la zone broyée du Sillon de Bretagne. Ce complexe est composé de Mylonites dit de Montaigu et passe à quelques kilomnètres en diagonale sud du bourg (le Boulet, la Viesaire, la Pierre Blanche…).

La commune de Remouillé est classée selon l'Eurocode 8 (2011) en zone de sismicité 3 (il en existe 5). Le niveau d'aléa est modéré et possède ainsi une accélération agr de 1,1 m/s2,.

### Hydrographie

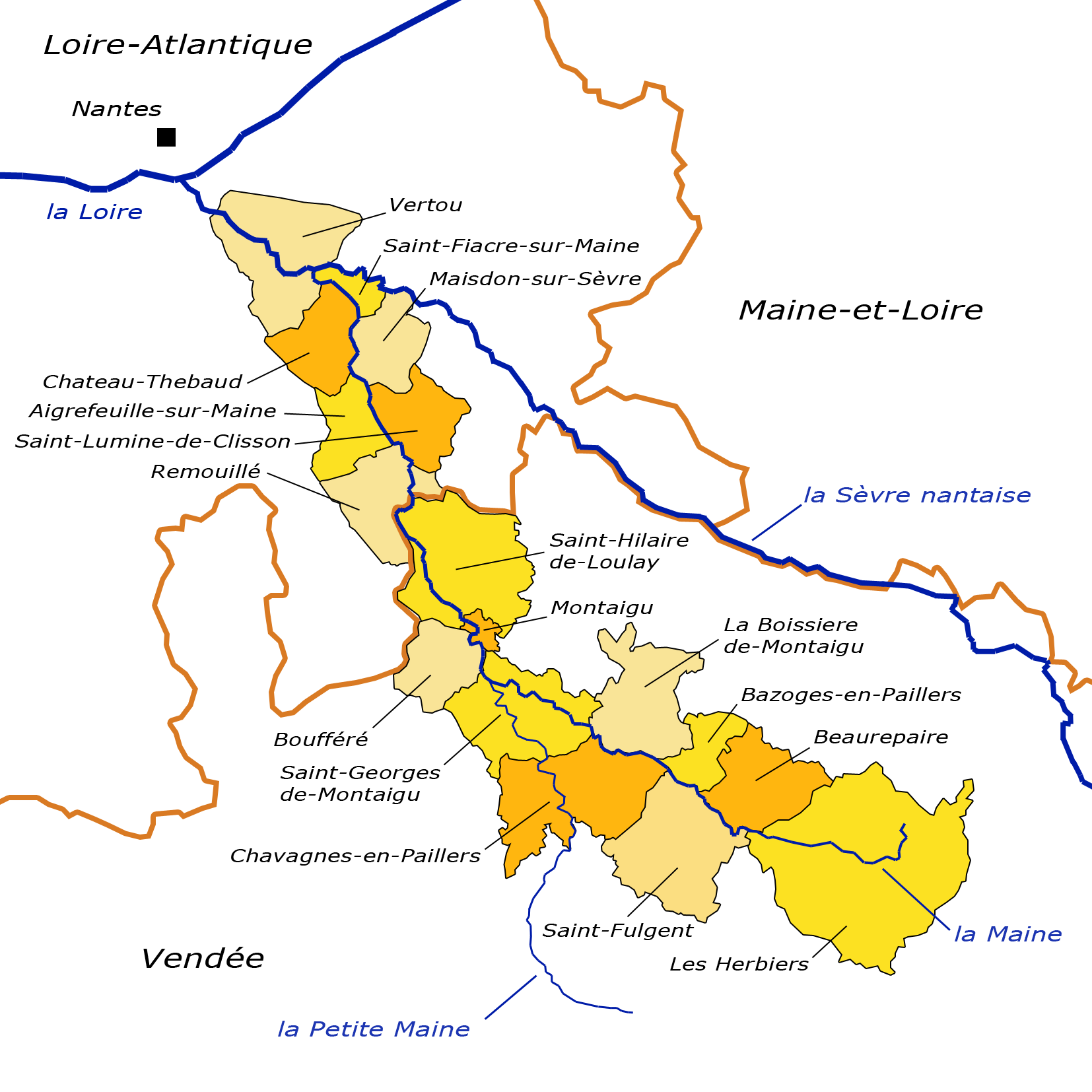
Rivière la Maine.

Remouillé est traversée par une rivière : la Maine, qui est un affluent de la Sèvre nantaise et donc un sous-affluent de la Loire.
Le débit de la Maine a été observé durant une longue période (1970-2007) dans la localité. Le module de la rivière à Remouillé est de 5,61 m3/s. La Maine présente des fluctuations saisonnières de débit très marquées, comme bien souvent dans la partie occidentale du bassin de la Loire reposant sur le vieux socle armoricain.
De petits cours d'eau coulent aussi à Remouillé dont les ruisseaux le Blaison, le Gorgeat et l'Osée.

### Climat
Pour des articles plus généraux, voir Climat des Pays de la Loire et Climat de la Loire-Atlantique.
En 2010, le climat de la commune est de type climat océanique franc, selon une étude du CNRS s'appuyant sur une série de données couvrant la période 1971-2000. En 2020, Météo-France publie une typologie des climats de la France métropolitaine dans laquelle la commune est exposée à un climat océanique et est dans la région climatique  Bretagne orientale et méridionale, Pays nantais, Vendée, caractérisée par une faible pluviométrie en été et une bonne insolation. 
Pour la période 1971-2000, la température annuelle moyenne est de 12 °C, avec une amplitude thermique annuelle de 13,8 °C. Le cumul annuel moyen de précipitations est de 819 mm, avec 12 jours de précipitations en janvier et 6,2 jours en juillet. Pour la période 1991-2020, la température moyenne annuelle observée sur la station météorologique de Météo-France la plus proche, « Haie-Fouassière », sur la commune de La Haie-Fouassière à 11 km à vol d'oiseau, est de 12,8 °C et le cumul annuel moyen de précipitations est de 858,5 mm,. Pour l'avenir, les paramètres climatiques de la commune estimés pour 2050 selon différents scénarios d'émission de gaz à effet de serre sont consultables sur un site dédié publié par Météo-France en novembre 2022.

## Toponymie
Le nom de la localité est attesté sous les formes Remouillé dès 1123, puis Remoulleyum au XIVe siècle et Remoylé en 1406.
Selon des sources anciennes et non spécialisées en toponymie, ce nom de lieu remonterait à *remoulyum à « ce qui est mouillé, humide » en ancien français. L'ancien français n'a pas de désinence latine en -um et le mot mouiller est régulièrement écrit moiller en ancien français, terme issu d'un bas latin *molliare « attendrir le pain en le trempant », puis « mouiller ». En outre, la forme tardive du XIVe siècle qui sert de base à cette conjecture est une mauvaise latinisation du nom roman en -ei, comme c'est souvent le cas.
Selon Albert Dauzat, Remouillé remonte à un type toponymique gallo-roman *Romuliacum, basé sur le nom d'un propriétaire gallo-romain Romulus, suivi du suffixe gaulois de localisation -(i)acum,. Cette explication est reprise par Ernest Nègre. De manière régulière, le suffixe -(i)acum a abouti à la terminaison -é dans cette partie de la France. Une variante de l'anthroponyme latin Romulus, Romilius a donné les nombreux Rémilly, Romilly (ex: Romilly-la-Puthenaye, Eure, Romiliacum vers 1180, Romillei XIIe siècle), plus au nord où -(i)acum est devenu -y.
Remouillé se trouve dans le domaine linguistique du poitevin, au sud de la zone de transition avec le gallo. Son nom en gallo s'écrit Remouillë en écriture ABCD; Remoulhé en écriture MOGA ou Remólhaé en écriture ELG.

## Histoire

### Néolithique et Antiquité
La présence de l'homme à Remouillé pendant la période du Néolithique est attestée grâce à des fragments et pièces découvertes dans la commune. Pendant l'Antiquité, la région est habitée par les Ambilatres un peuple gaulois selon l'archéologue José Gomez de Soto. Plus tard, César aurait rattaché ce territoire au pays Pictons dans l'Aquitaine seconde,. Des traces de fortifications situées au hameau de la Morinière pourraient dater de cette époque celtique.

### Moyen Âge
Dans l'ancien cimetière qui était situé à côté de l'église, on pouvait observer des pierres tombales datant des époques mérovingienne et templier. Au Moyen Âge, le domaine de l'Ardrère est la propriété de la famille Machecoul. Située à la frontière de la Bretagne et du Poitou, Remouillé fut à partir du XVe siècle une paroisse poitevine faisant partie des Marches avantagères du Poitou sur la Bretagne. Ainsi, grâce à ce positionnement frontalier entre les deux provinces, Remouillé possédait un important poste de garde pour percevoir les impôts. La paroisse fait partie du diocèse de Nantes.

### XVIIIesiècle

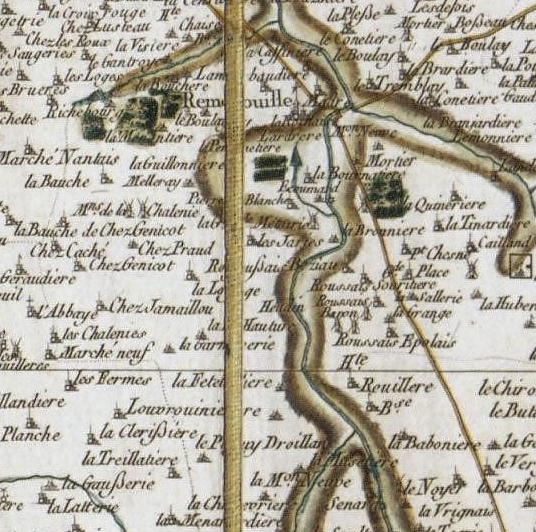
Carte de Remouillé au XVIIIe siècle.

À la Révolution, cette paroisse poitevine fut incorporée au nouveau département de la Loire-Inférieure « par erreur » selon certains, ou en échange de la paroisse bretonne de Saint-André-Treize-Voies selon d'autres.
Remouillé fut touchée par les guerres de Vendée. Le 23 février 1793, la Convention décide la levée en masse de trois cent mille hommes. Remouillé, comme beaucoup d’autres paroisses de la région, ne se soumet pas au recrutement. Le 19 mars 1793, un appel à la rébellion est lancé par quatre habitants. Ainsi au cours du même mois, les insurgés se rassemblent et coupent l'accès de la commune en bloquant le pont de la grande route (aujourd'hui D 137). Le 15 septembre 1793, Jean-Baptiste Kléber déloge de Remouillé quatre cents Vendéens. Le 21, après la Bataille de Montaigu, de Charette poursuit les Républicains de Beysser en déroute jusqu'au pont de Remouillé. Le 25, Kléber reprend son offensive sur la commune. Les colonnes infernales y incendient quatorze maisons en février 1794 lors de la campagne d'« anéantissement de la Vendée ».

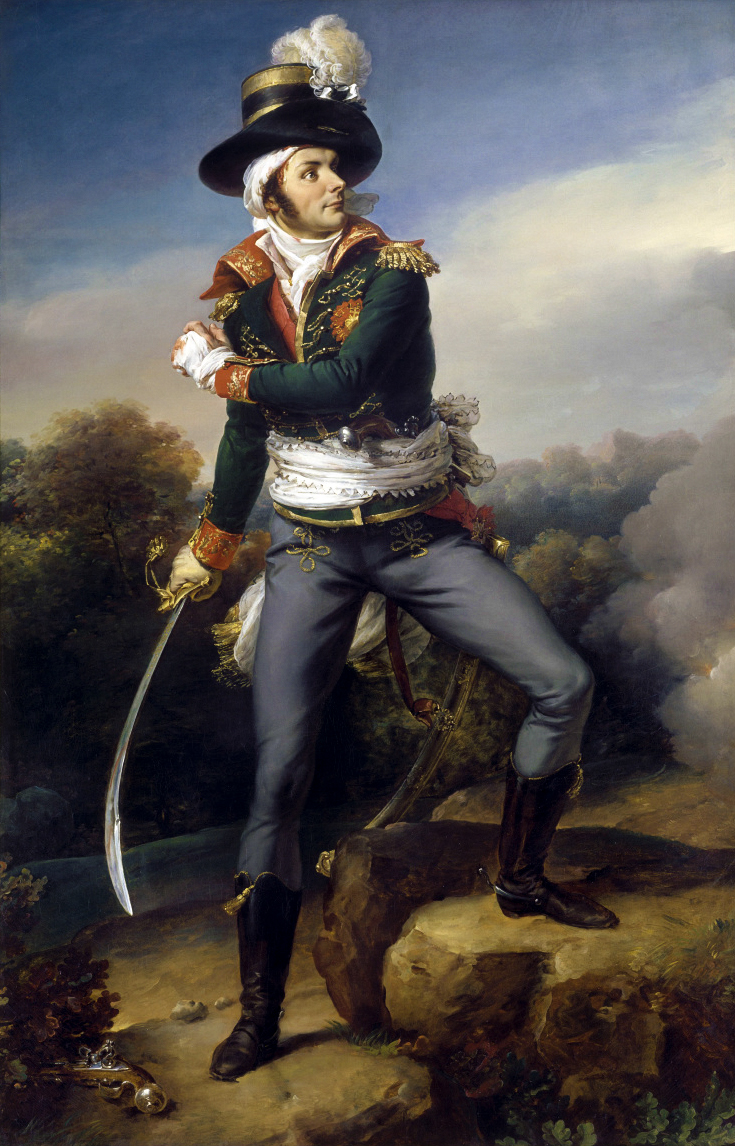
François-Athanase de Charette de La Contrie, l'un des chefs de la Vendée militaire combattant dans la région nantaise.
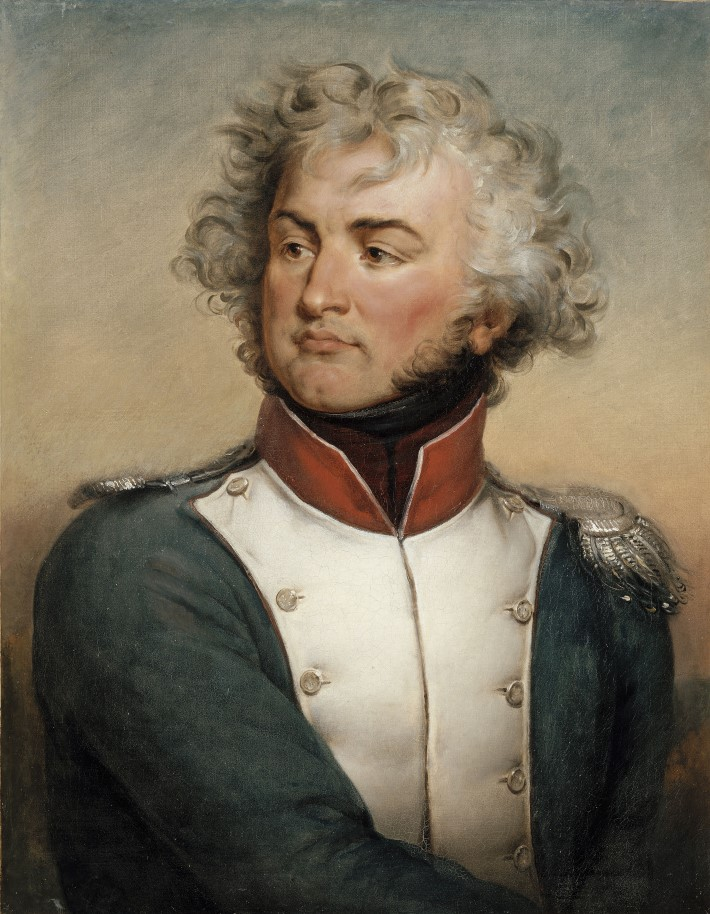
Jean-Baptiste Kléber, général de brigade de l'armée de Mayence, chargé d'écraser le soulèvement royaliste de 1793.

### XIXesiècle

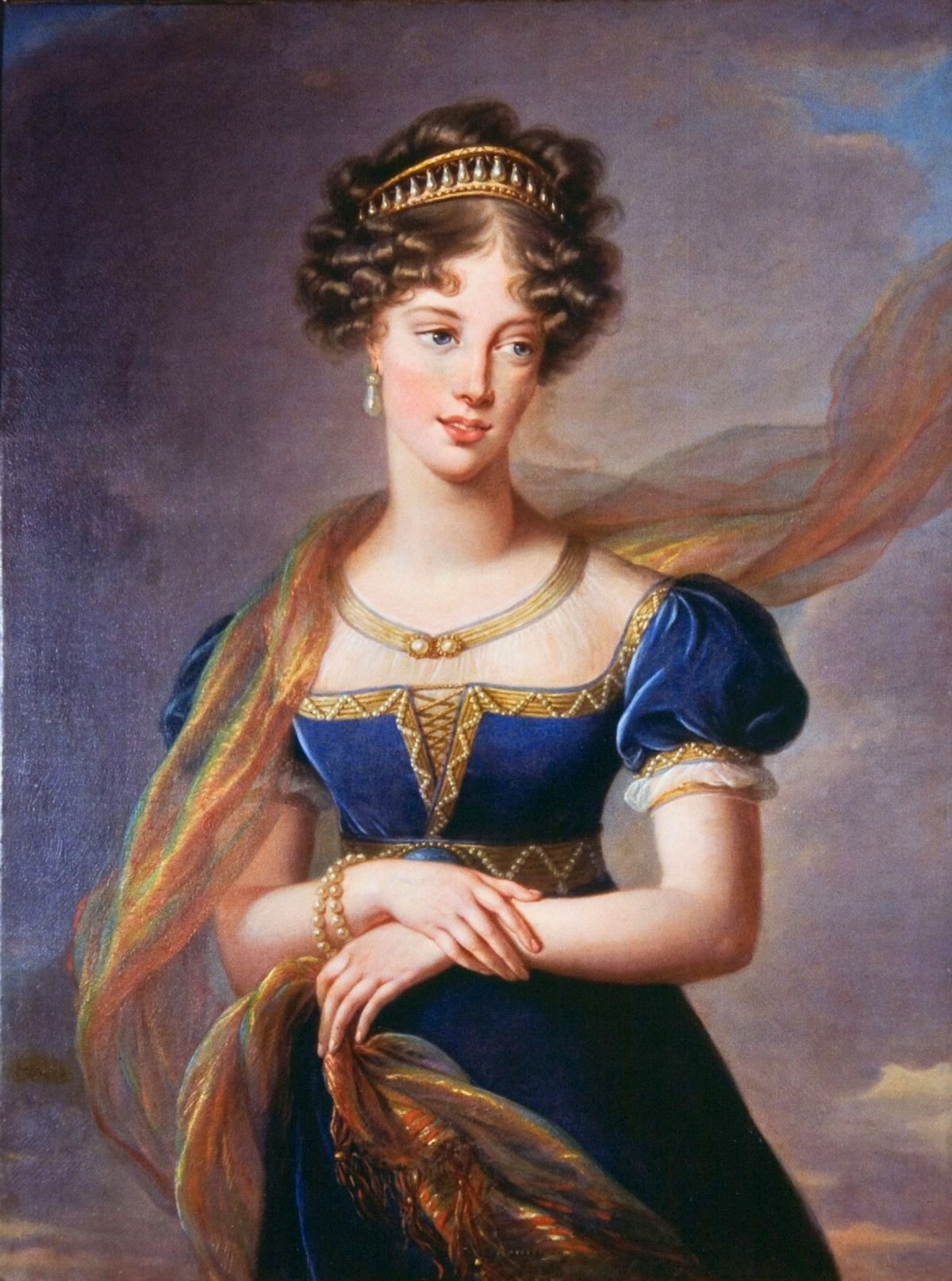
La duchesse de Berry

Il est dit que l'Empereur Napoléon Ier traverse la commune, lorsqu'il se rend à Nantes en 1808.
La duchesse du Berry se rendit à Nantes durant l'insurrection royaliste de 1832. Partie du château de la Preuille à Saint-Hilaire-de-Loulay, elle fit halte au château du Mortier (aujourd'hui disparu), puis traversa la rivière et séjourna une nuit au hameau d'Écomard. Elle retrouva des légitimistes au hameau de la Fételière appartenant à Benjamin de Goyon. Ensuite elle rallia Montbert.
Ce siècle est aussi celui de Jean-Pierre Garreau, urbaniste et architecte qui après avoir fait fortune en construisant des quartiers à Nantes, s’installe à Remouillé en 1853. Il remodèle le bourg en y améliorant son accès, en transformant les ruelles étroites en rues praticables et en aménageant des places. Il construit aussi de nombreuses folies dans la commune.

### XXesiècle
Le 22 novembre 1903 est ouverte une ligne de chemin de fer Les Sorinières - Rocheservière gérée par la Compagnie française de chemins de fer à voie étroite. Les habitants peuvent alors se rendre à Nantes. Cependant, la ligne est fermée dès 1935, en raison de la concurrence avec les nouveaux transports émergents.

## Symboles

### Blasonnement
| Blason | Blasonnement : Coupé : au 1, d'argent à la croix pattée accostée à dextre d'une étoile, le tout de gueules ; en 2, de gueules au château d'or maçonné et ouvert d'azur, accompagné de deux mouchetures de contre-hermine d’argent. Commentaires : La croix rouge symbolise l'Ordre Templier présent sur la commune au Moyen Âge. l'étoile représente la Vierge Marie. On retrouve la position frontalière de Remouillé par les deux hermines, représentant la Bretagne ainsi que la tour présente sur le blason des comtes de Poitou. Ce blason est conçu par l'héraldiste Michel Pressensé et retenu par délibération municipale en 1992 et enregistré en 1993. |

### Devise
La devise de Remouillé est Dominari nec minari (Surplomber n'est pas menacer) rappelant la situation géographique de la commune.

## Politique et administration

### Tendances politiques et résultats
À l'occasion des élections cantonales de 2004, les électeurs remouilléens se sont portés sur Bernard Deniaud (PS), avec 57,42 % des voix contre Martin Legeay (UMP) avec 31,72 %.
Lors des élections législatives de 2002, pour le gain de la dixième circonscription de la Loire-Atlantique, les électeurs remouilléens se sont portés sur Serge Poignant (UMP) avec 57,10 % des voix contre Martine L'Hostis (PS) avec 23,15 %. Lors des législatives de 2007, les électeurs remouilléens se sont portés une nouvelle fois sur Serge Poignant (UMP) avec 52,96 % des voix contre Martine L'Hostis (PS) avec 23,78 %.
À l'occasion de l'élection présidentielle de 2007, Nicolas Sarkozy est arrivé en tête au premier tour avec 31,83 % des voix, contre 26,06 % à Ségolène Royal, 19,94 % à François Bayrou, 6,35 % à Philippe de Villiers et 5,96 % à Jean-Marie Le Pen. Au second tour, les électeurs préfèrent Nicolas Sarkozy 55,09 % à Ségolène Royal 44,91 %. Le taux d'abstention s'élevait à 6,49 % au premier tour et 7,47 % au second

### Administration territoriale
Remouillé fait partie du canton de Clisson, regroupant 12 communes, et faisant partie de l'arrondissement de Nantes. La commune fait partie de la dixième circonscription de la Loire-Atlantique.
Les communes du canton sont regroupées dans la communauté de communes de la vallée de Clisson fondée en l'an 2000. Celle-ci intervient dans les domaines de l'urbanisme, des déchets, du sport et des transports scolaires, du logement, de l'emploi et du développement économique. Les autres compétences communales sont gérées directement par la mairie.

Arrondissement de Nantes dont dépend la commune de Remouillé.
Ancien canton d'Aigrefeuille-sur-Maine et communauté de communes de la vallée de Clisson.

### Administration municipale
Le conseil municipal de la commune de Remouillé est composé de 19 membres : le maire, 5 adjoints et 13 conseillers municipaux. La Mairie se situe au 4 rue Gilles Delahaye, 44140 Remouillé.
Au 1er janvier 2010, Remouillé n'est jumelée avec aucune ville.

### Les maires de Remouillé
| Période                                  | Période                   | Identité              | Étiquette | Qualité |
| ---------------------------------------- | ------------------------- | --------------------- | --------- | --- |
| Les données manquantes sont à compléter. |                           |                       |           | |
|                                          |                           | Henri-Claude Guignard |           | |
|                                          | 1853                      | Jean Guichet          |           | |
| 1853                                     | 1865                      | Jean Pierre Garreau   |           | |
| Les données manquantes sont à compléter. |                           |                       |           | |
| 1929 ?                                   | ?                         | Lucien Dufour         |           | Viticulteur                                                                                                |
| Les données manquantes sont à compléter. |                           |                       |           | |
| 1947 ?                                   | ?                         | M. Douillard          |           | |
| 1953                                     | février 1961 (décès)      | Emmanuel Biron        |           | |
| mars 1961                                | mars 1983                 | Henri Gadais          | DVD       | Cultivateur                                                                                                |
| mars 1983                                | mars 1989                 | Pierre Lemoine        |           | |
| mars 1989                                | mars 2014                 | Robert Gouraud        | DVD       | |
| mars 2014                                | En cours (au 26 mai 2020) | Jérôme Letourneau     | DVD       | Chargé de mission, entrepreneur Vice-président Clisson Sèvre et Maine Agglo Réélu pour le mandat 2020-2026 |

### Fiscalité
| Taxe                                                | part communale | Part départementale | Part régionale |
| --------------------------------------------------- | -------------- | ------------------- | -------------- |
| Taxe d'habitation (TH)                              | 22,87 %        | 6,96 %              | 0,00 %N1       |
| Taxe foncière sur les propriétés bâties (TFPB)      | 21,00 %        | 6,68 %              | 2,63 %         |
| Taxe foncière sur les propriétés non bâties (TFPNB) | 40,71 %        | 16,90 %             | 5,02 %         |
| Taxe professionnelle (TP)                           | 0,00 %N2       | 8,50 %              | 2,76 %         |

- N1 La part régionale n'est pas applicable sur la Taxe d'habitation.
- N2 Pour la Taxe professionnelle il n'y a pas de part communale, mais une part intercommunale de 12,71 %

## Population et société

### Démographie
Selon le classement établi par l'Insee, Remouillé fait partie de l'aire urbaine et de la zone d'emploi de Nantes et du bassin de vie d'Aigrefeuille-sur-Maine. Elle n'est intégrée dans aucune unité urbaine. Toujours selon l'Insee, en 2010, la répartition de la population sur le territoire de la commune était considérée comme « peu dense » : 82 % des habitants résidaient dans des zones « peu denses »  et 18 % dans des zones « très peu denses ».

#### Évolution démographique
L'évolution du nombre d'habitants est connue à travers les recensements de la population effectués dans la commune depuis 1793. Pour les communes de moins de 10 000 habitants, une enquête de recensement portant sur toute la population est réalisée tous les cinq ans, les populations de référence des années intermédiaires étant quant à elles estimées par interpolation ou extrapolation. Pour la commune, le premier recensement exhaustif entrant dans le cadre du nouveau dispositif a été réalisé en 2006.

En 2022, la commune comptait 1 932 habitants, en évolution de +1,74 % par rapport à 2016 (Loire-Atlantique : +6,68 %, France hors Mayotte : +2,11 %).
| 1793  | 1800 | 1806 | 1821 | 1831 | 1836 | 1841 | 1846  | 1851  |
| ----- | ---- | ---- | ---- | ---- | ---- | ---- | ----- | ----- |
| 1 000 | 633  | 703  | 760  | 791  | 930  | 956  | 1 003 | 1 005 |

| 1856  | 1861  | 1866  | 1872  | 1876  | 1881  | 1886  | 1891  | 1896  |
| ----- | ----- | ----- | ----- | ----- | ----- | ----- | ----- | ----- |
| 1 035 | 1 076 | 1 155 | 1 152 | 1 171 | 1 158 | 1 142 | 1 135 | 1 083 |

| 1901  | 1906  | 1911 | 1921 | 1926 | 1931 | 1936 | 1946 | 1954 |
| ----- | ----- | ---- | ---- | ---- | ---- | ---- | ---- | ---- |
| 1 031 | 1 000 | 955  | 834  | 851  | 823  | 861  | 819  | 862  |

| 1962 | 1968 | 1975 | 1982  | 1990  | 1999  | 2006  | 2011  | 2016  |
| ---- | ---- | ---- | ----- | ----- | ----- | ----- | ----- | ----- |
| 894  | 854  | 939  | 1 136 | 1 231 | 1 443 | 1 613 | 1 717 | 1 899 |

| 2021  | 2022  | - | - | - | - | - | - | - |
| ----- | ----- | - | - | - | - | - | - | - |
| 1 941 | 1 932 | - | - | - | - | - | - | - |

#### Pyramide des âges
La population de la commune est relativement jeune.
En 2018, le taux de personnes d'un âge inférieur à 30 ans s'élève à 39,2 %, soit au-dessus de la moyenne départementale (37,3 %). À l'inverse, le taux de personnes d'âge supérieur à 60 ans est de 16,5 % la même année, alors qu'il est de 23,8 % au niveau départemental.
En 2018, la commune comptait 961 hommes pour 973 femmes, soit un taux de 50,31 % de femmes, légèrement inférieur au taux départemental (51,42 %).
Les pyramides des âges de la commune et du département s'établissent comme suit.
| Hommes | Classe d’âge | Femmes |
| ------ | ------------ | ------ |
| 0,6    | 90 ou +      | 0,3    |
| 3,8    | 75-89 ans    | 6,1    |
| 11,1   | 60-74 ans    | 10,9   |
| 19,6   | 45-59 ans    | 19,8   |
| 26,0   | 30-44 ans    | 23,2   |
| 15,3   | 15-29 ans    | 14,8   |
| 23,5   | 0-14 ans     | 24,9   |

| Hommes | Classe d’âge | Femmes |
| ------ | ------------ | ------ |
| 0,6    | 90 ou +      | 1,8    |
| 6      | 75-89 ans    | 8,6    |
| 15,1   | 60-74 ans    | 16,4   |
| 19,4   | 45-59 ans    | 18,8   |
| 20,1   | 30-44 ans    | 19,3   |
| 19,2   | 15-29 ans    | 17,4   |
| 19,5   | 0-14 ans     | 17,6   |

## Économie

### Activité
| 1613                                                   | 841 | 797 | 44 | 81.9 | 5.2 |
| Source : Données statistique sur l'emploi (Insee 2006) |     |     |    |      |     |

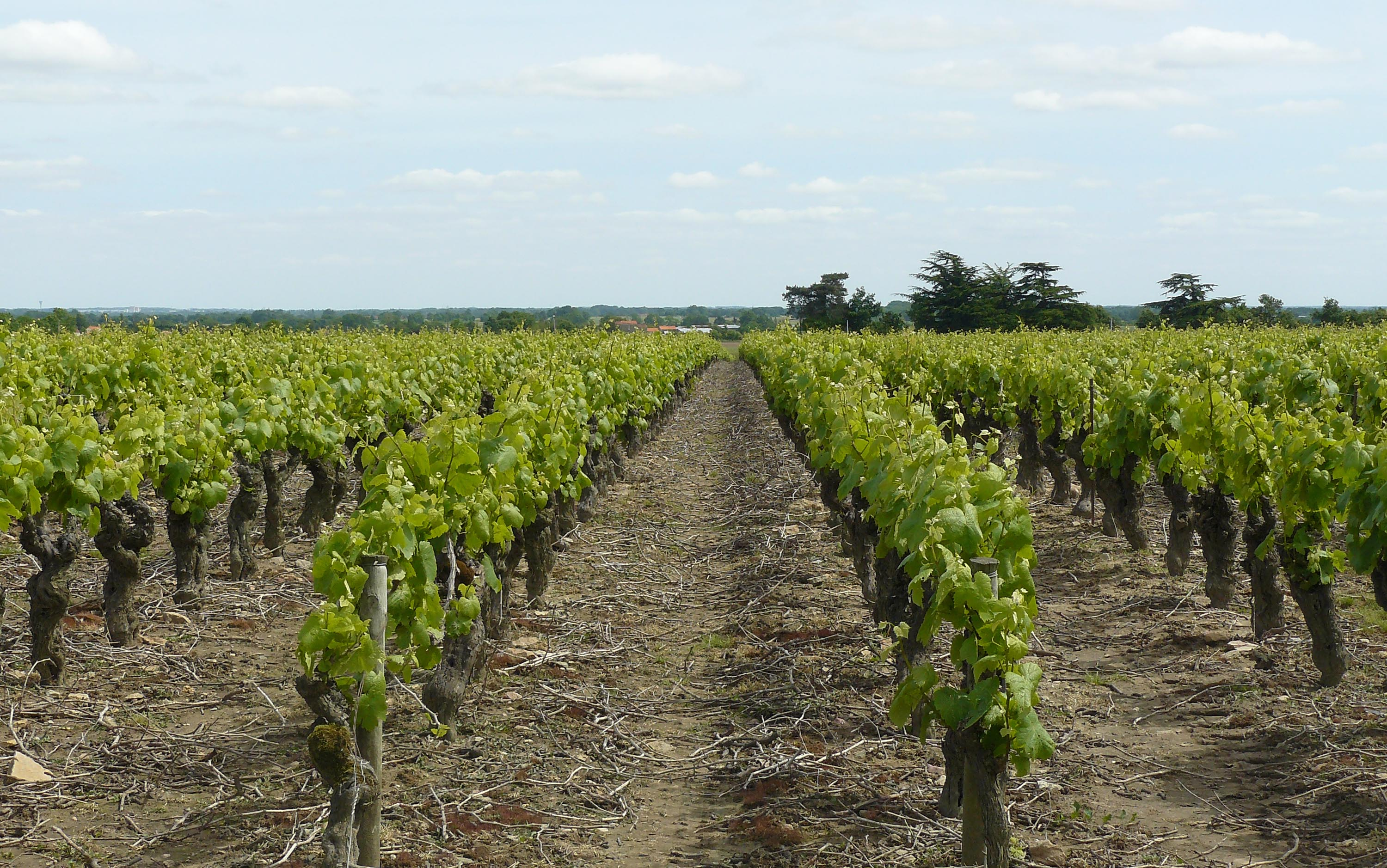
Vignoble nantais à Remouillé

L'économie de Remouillé est essentiellement axée sur l'artisanat, le commerce, l'agriculture et la viticulture. À noter, une entreprise de vitraux (création, restauration, reproduction). On y trouve aussi différentes activités liées à l'agriculture. La polyculture, les élevages (bovins, ovins, porcins, volaille), la viticulture avec la production de muscadet (AOC) ainsi que de gros-plant-du-pays-nantais (AOVDQS),.
Remouillé dispose d'un parc d'activités : le Parc d'activités du Champ Chaunet. Les commerces sont liés aux services de proximité : une boulangerie, une charcuterie-traiteur, deux salons de coiffure, un salon esthétique, un bar, un restaurant.

### Agriculture
Le nombre d'exploitations est en régression. La commune compte 35 exploitations professionnelles en 1988 contre 20 en 2000.
Superficies agricoles
|                                     | Exploitations concernées 2000 | Exploitations concernées 1988 | Superficie (ha) 2000 | Superficie (ha) 1988 |
| ----------------------------------- | ----------------------------- | ----------------------------- | -------------------- | -------------------- |
| SAU des exploitations sièges        | 23                            | 43                            | 1 033                | 1 351                |
| Terres labourables                  | 16                            | 37                            | 863                  | 912                  |
| - dont céréales                     | 15                            | 32                            | 193                  | 148                  |
| Superficie fourragère principale    | 16                            | 37                            | 704                  | 1 155                |
| - dont superficie toujours en herbe | 14                            | 35                            | 140                  | 393                  |
| Superficie en fermage               | 15                            | 34                            | 802                  | 998                  |
| Sources des données : Insee         |                               |                               |                      |                      |

## Urbanisme

### Typologie
Au 1er janvier 2024, Remouillé est catégorisée bourg rural, selon la nouvelle grille communale de densité à sept niveaux définie par l'Insee en 2022.
Elle est située hors unité urbaine. Par ailleurs la commune fait partie de l'aire d'attraction de Nantes, dont elle est une commune de la couronne,. Cette aire, qui regroupe 116 communes, est catégorisée dans les aires de 700 000 habitants ou plus (hors Paris),.

### Occupation des sols
L'occupation des sols de la commune, telle qu'elle ressort de la base de données européenne d’occupation biophysique des sols Corine Land Cover (CLC), est marquée par l'importance des territoires agricoles (96,3 % en 2018), en diminution par rapport à 1990 (98 %). La répartition détaillée en 2018 est la suivante : 
terres arables (51,7 %), zones agricoles hétérogènes (24,8 %), prairies (17,6 %), zones urbanisées (3,7 %), cultures permanentes (2,2 %). L'évolution de l’occupation des sols de la commune et de ses infrastructures peut être observée sur les différentes représentations cartographiques du territoire : la carte de Cassini (XVIIIe siècle), la carte d'état-major (1820-1866) et les cartes ou photos aériennes de l'IGN pour la période actuelle (1950 à aujourd'hui).

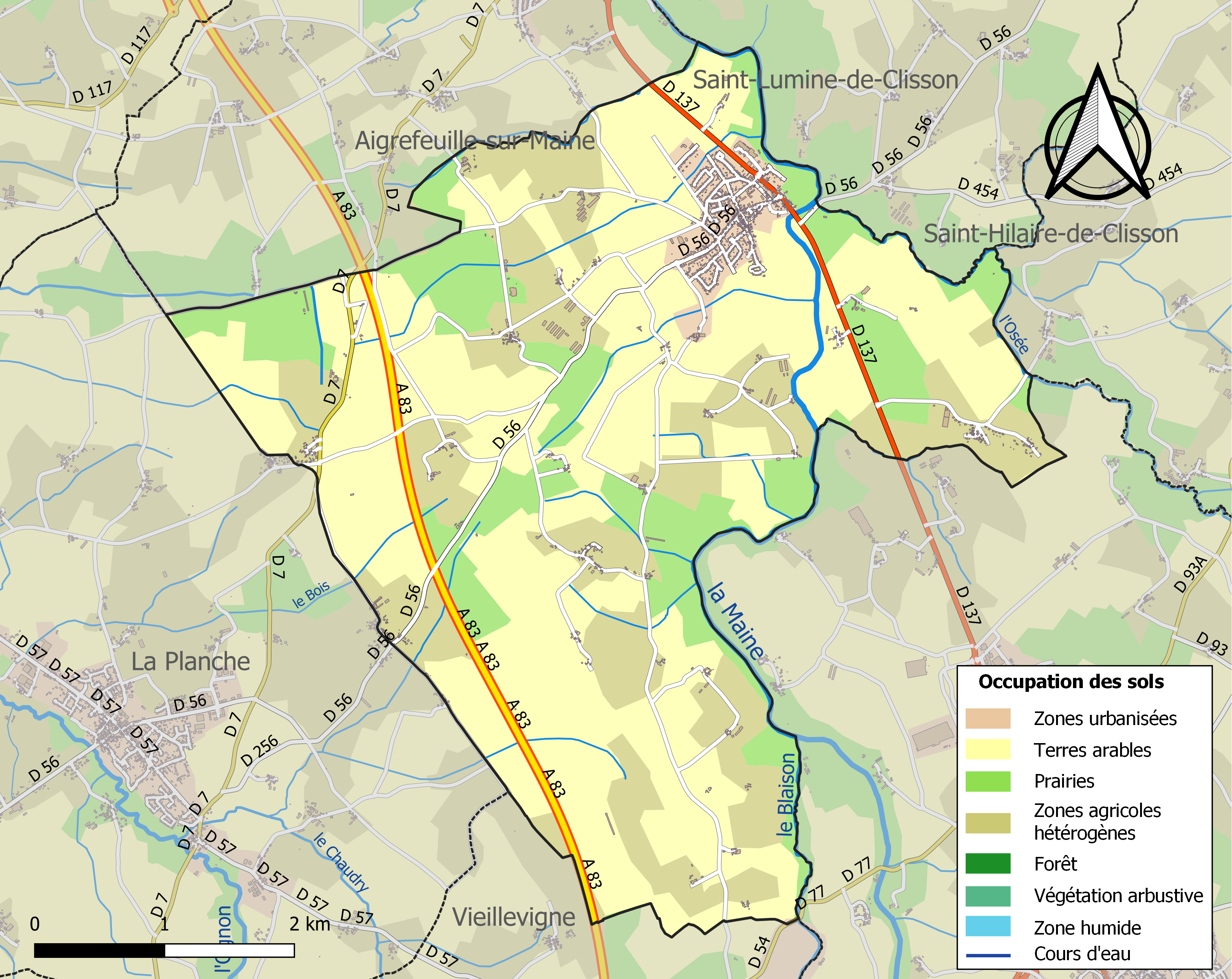
Carte des infrastructures et de l'occupation des sols de la commune en 2018 (CLC).

## Vie locale
Remouillé dispose d'un point poste, d'une cantine scolaire, d'un espace jeunes, d'une bibliothèque d'un livre à l'autre, d'une maison des associations, d'une salle polyvalente Henri-Claude Guignard et d'une zone de loisirs : l'Espace de la Maine.
Deux sentiers pédestres sont accessibles sur la commune. L'un, Circuit entre Maine et Gorgeat, propose au visiteur de parcourir le vieux bourg, ainsi que les hameaux jalonnant la Maine. L'autre, Circuit de clocher à clocher, permet au visiteur de découvrir le sentier longeant la Maine dans un parcours reliant les églises de Remouillé et Aigrefeuille-sur-Maine.

### Sécurité et prévention
La commune ne dispose pas de services de sécurité et prévention sur son territoire. Une gendarmerie est implantée dans la commune voisine d'Aigrefeuille-sur-Maine. Des centres d'incendie et de secours, faisant partie du groupement de Nantes, sont installés à Aigrefeuille-sur-Maine, La Planche et Vieillevigne.

### Sports
La commune dispose de plusieurs équipements sportifs dont notamment une salle omnisports, deux terrains de football et des jeux de boules.

### Santé/social
Pour les soins, la commune a un pôle médico-social comprenant un médecin généraliste, un ostéopathe, deux infirmières libérales, un psychologue, deux kinésithérapeutes ainsi qu'une antenne ADMR. Un dentiste est aussi présent sur la commune.

### Enseignement
Remouillé est rattachée à l'Académie de Nantes. La commune possède deux écoles (à la fois maternelle et primaire) : l'école publique Jean-de-la-Fontaine et l'école privée Saint-Pierre. Dans le secondaire, les élèves vont soit au collège public d'Aigrefeuille-sur-Maine, soit au collège privé de la Maine situé aussi dans cette commune voisine.

### Écologie et recyclage
La communauté de Communes de la Vallée de Clisson gère la collecte de la commune. Il y a une collecte hebdomadaire des ordures ménagères. Une collecte des ordures issues du tri sélectif a lieu toutes les deux semaines. La déchèterie dont dépend la commune se situe dans la commune même.

### Cultes
Remouillé, rattaché au Diocèse de Nantes, fait partie de la paroisse catholique St Gabriel qui comporte d'autres communautés : Aigrefeuille-sur-Maine, Le Bignon, Geneston, Montbert, La Planche et Vieillevigne.

### Médias
La presse écrite locale est principalement dominée par le Groupe SIPA - Ouest-France et ses éditions de Ouest-France et Presse-Océan. Localement, l'Hebdo de Sèvre et Maine, journal d'information hebdomadaire, est diffusé dans 36 communes.
Une chaîne de télévision locale émet sur la région nantaise : TéléNantes. Pour les informations locales, la chaîne France 3 émet un décrochage local avec  France 3 Ouest Estuaire.

## Lieux et monuments

### Demeures et châteaux

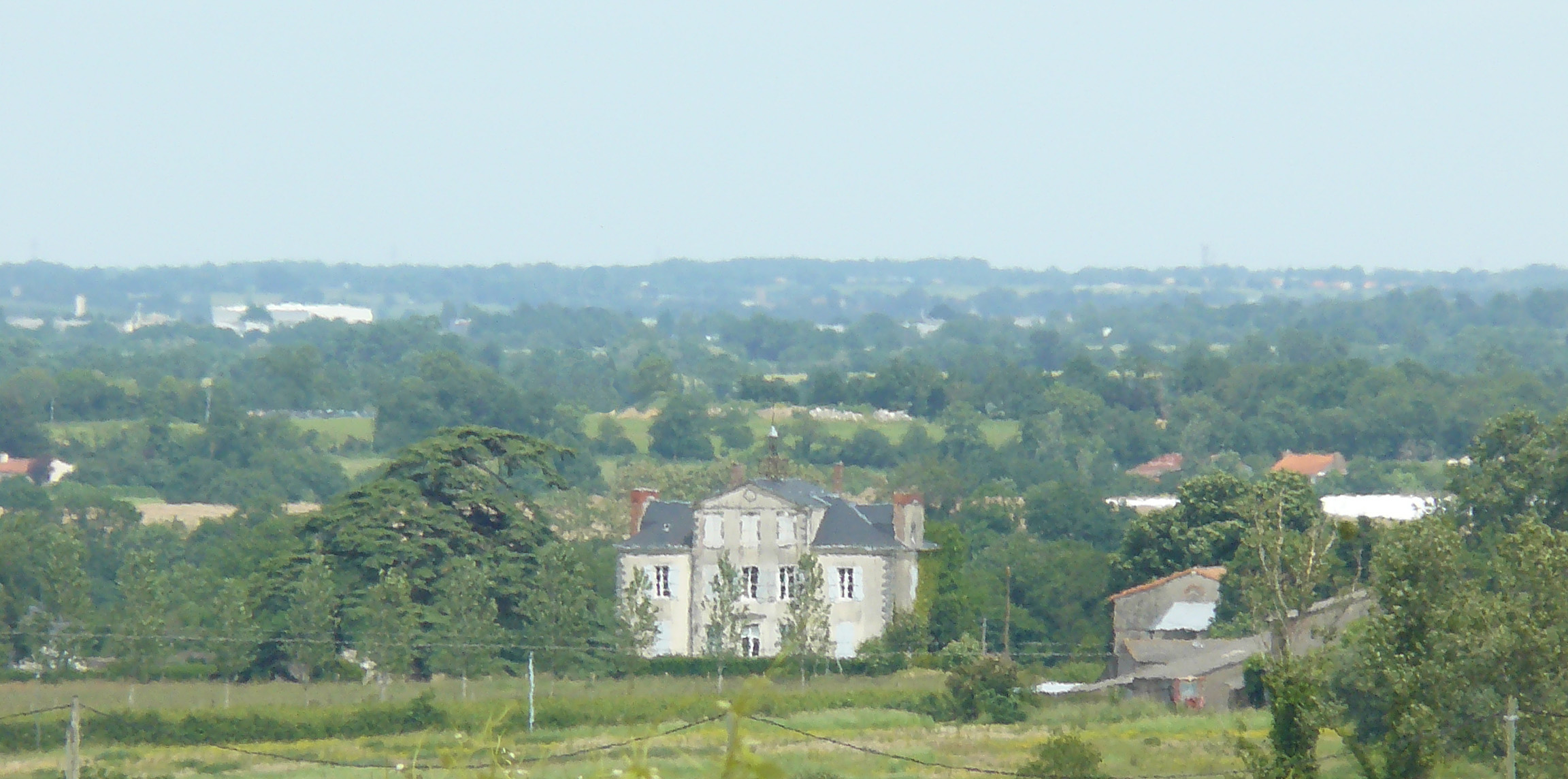
Le Château de l'Ardrère

Il y a à Remouillé plusieurs demeures bourgeoises. On peut citer le château de l'Ermitage construit au XIXe siècle, dont le domaine avant la Révolution, appartient alors aux Kérémar. Les dépendances du château XVIIe siècle, plus anciennes que le château lui-même, comportent une fuie (un petit colombier) datant du XVIIe – XVIIIe siècle. Des écuries luxueuses sont construites par les Dufour (négociants de Nantes et du Havres) vers 1860.
Le château de l'Ardrère, est bâti au XIXe siècle. Au Moyen Âge, la terre de l'Ardrère appartient à Gilles de Rais. Le bâtiment actuel est édifié par La famille Jaillard de la Maronière. Il existait auparavant une demeure au hameau du Mortier appelée château du Mortier, construit au XIXe siècle. Cet édifice est aujourd'hui disparu. La duchesse du Berry fit halte au château, se rendant à Nantes durant L'insurrection Royaliste de 1832.
La mairie actuelle est aménagée dans l’ancien presbytère datant du XVIIe siècle. Lors du passage des Colonnes infernales en 1794, une partie de celui-ci est incendiée. Gilles Delahaye, recteur de Remouillé de 1802 à 1829 réunit les fonds pour réhabiliter l’édifice.

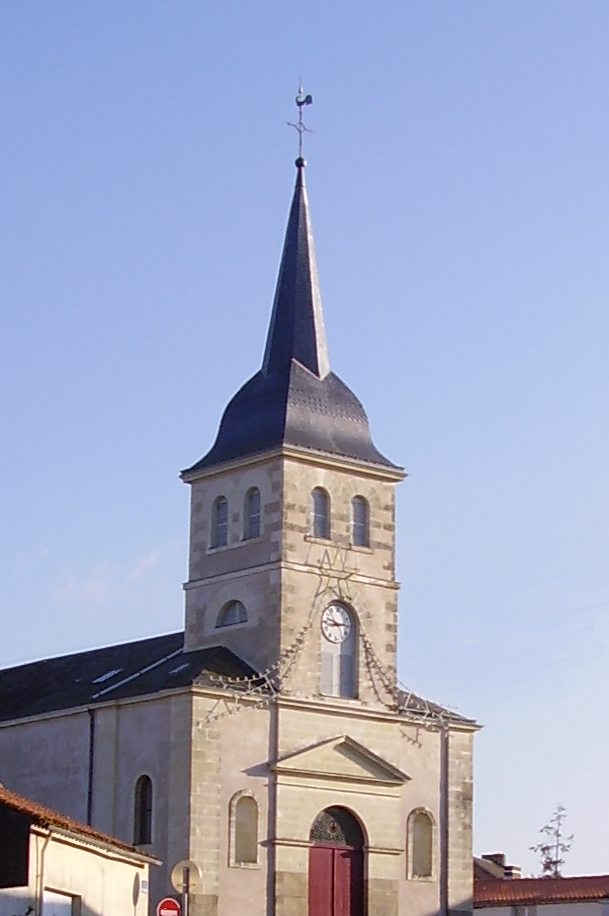
Église Saint-Pierre, Remouillé

### Lieux de culte
Trois édifices religieux sont à remarquer sur le territoire de Remouillé. Tout d'abord, l'église Saint-Pierre (XVe – XIXe siècles) de style néo-roman. Elle est rénovée par Jean-Pierre Garreau vers 1860. Certaines parties de l'ancienne église subsistent encore dont notamment une fenêtre datant du XIVe – XVe siècle. Son clocher est de type clocher à flèche de charpente  et sa flèche est octogonale.
La chapelle Garreau quant à elle est construite au XIXe siècle par l'architecte et urbaniste Jean-Pierre Garreau. De style romantique, cette chapelle-tombeau abrite les corps de M. et Mme Garreau.
Enfin, la chapelle Sainte-Marguerite est édifiée au cours du XVe siècle. À noter, l’autel de la chapelle (XVIIIe et XIXe siècles) en bois peint imitation pierre. Elle est utilisée comme chapelle ardente après la catastrophe aérienne du 5 mars 1973 à La Planche.

### Les folies Garreau

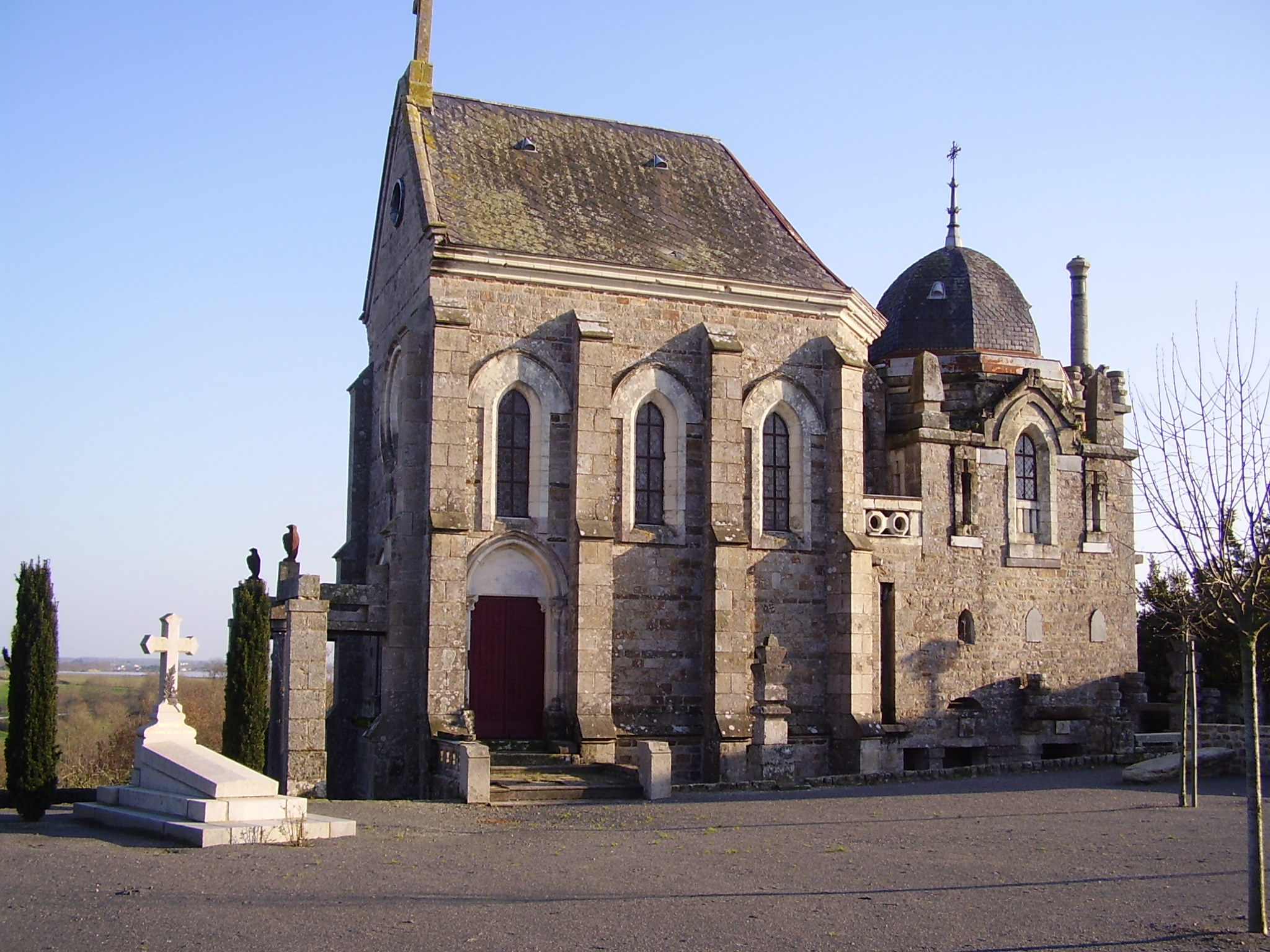
La chapelle Garreau

Les folies Garreau sont une particularité liant Remouillé à l'un de ses maires : Jean-Pierre Garreau. Cet entrepreneur originaire de Nantes a créé au XIXe siècle un patrimoine unique composé de folies dont la plus représentative est la chapelle Garreau. Construite en granite et ardoise, cette chapelle-tombeau est de style romantique. Elle abrite les corps de M. et Mme Garreau dans « deux châsses en chêne, recouvertes d'un marbre blanc.[…] Un lion d'Afrique (statue) garde ce précieux dépôt ». Cinq salles complètent la chapelle : la salle Garreau, la salle de l'Abbé, la salle de l'Architecte, la salle des Évêques et le Musée de la chapelle.

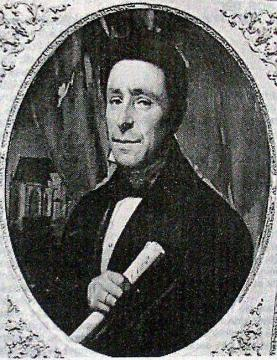
Jean-Pierre Garreau vers 1860.

Le reste de ce patrimoine se compose à l'origine d'un musée de 300 objets, un lavoir débarcadère situé sur les bords de la Maine, un chemin de croix composé de 14 bas-reliefs (nacre/peinture/dorure), un minaret musulman (la tour Saint-Georges), un musée de mannequins de cire, une serre pour plantes exotiques ainsi que des jardins suspendus. Aujourd'hui, il ne reste presque plus rien de ces « folies Garreau » à cause des pillages et de l'absence d'entretien des édifices. Un certain nombre d'objets sont cependant conservés au musée Dobrée à Nantes.

### Autre patrimoine
- Un ancien moulin à eau.
- Pierres tombales paléochrétiennes.
- Rives de la Maine.
- Petits étangs.
- Ancien « marais de Barbe-Bleue ».

## Personnalités liées à la commune
- Caroline de Bourbon (° 1798 - † 1870), Duchesse de Berry.
- Jean-Pierre Garreau (° 1801 - † 1896), entrepreneur qui bâtit sa fortune dans le développement de la ville de Nantes.
- Yves Le Goüais (° 1902 - † 1962), ingénieur agronome et agriculteur, fondateur de la CANA (à l'origine du groupe Terrena).
- Yves Hervouet (° 1921 - † 1999), chercheur et professeur de chinois, Officier de la Légion d'honneur. Secrétaire général du XXIXe Congrès International des Orientalistes[68].